# Sultan Kösen
Ne doit pas être confondu avec Kösem.
Sultan Kösen d'origine Kurde, né le 10 décembre 1982 à Mardin en Turquie est, selon le livre Guinness des records, l'homme vivant le plus grand du monde avec 2,51 m

## Biographie
Sultan Kösen est d'origine Kurde, né à Mardin, une ville du sud-est de la Turquie,.
Sa croissance a résulté d'une tumeur affectant son hypophyse. Sa stature est telle qu'il doit utiliser des béquilles pour marcher.
Dans sa jeunesse, Kösen vivait avec ses parents, trois frères et sœurs, tous de taille normale. Il n'a pas pu terminer sa scolarité en raison de sa taille et travailla à temps partiel en tant que fermier. Malgré sa taille, il dit jouir d'une vie normale et aime jouer aux jeux vidéo avec ses amis.
Il décrit les avantages d'être grand par le fait de pouvoir parcourir une grande distance, aider sa famille dans les travaux domestiques, tels que changer les ampoules et suspendre des rideaux. Il énumère des inconvénients tels que l'impossibilité de trouver des vêtements pour ses jambes, qui mesurent 126 cm, et pour ses bras, dont les manches mesurent 97 cm, ou des chaussures adaptées (son pied gauche et son pied droit mesurant respectivement 36,5 cm et 35,5 cm), et qu'il lui est difficile de rentrer dans une voiture de taille moyenne,.
En 2010, Kösen suit un traitement par gamma knife pour se faire enlever sa tumeur de l'hypophyse à l'Université de Virginie  (États-Unis) pour arrêter de se déformer, et on lui prescrit également des médicaments pour contrôler son niveau excessif d'hormone de croissance. En 2012, il est considéré comme guéri et ne se déforme plus.
Depuis 2012, Sultan Kösen est membre de la troupe du Magic Circus of Samoa de Bruno Loyale, au sein de laquelle il se produit dans le Pacifique à Tahiti, aux Seychelles et en Nouvelle-Calédonie.
Le 27 octobre 2013, Sultan Kösen se marie avec Merve Dibo, une jeune femme née en Syrie en 1992 et mesurant 175 cm. Le couple divorce en 2021.

## Records
La taille de Kösen est enregistrée à 2,47 m dans son pays d'origine par la société Guinness World Records, le 25 août 2009, dépassant l'ancien recordman du monde Bao Xishun à 2,36 m. Il est le 7e plus grand homme du monde.
Le 8 février 2011, Kösen est mesuré par Guinness à 2,51 m.
Kösen est également l'actuel détenteur du record mondial Guinness des plus grandes mains, 28,5 cm. Il a détenu le record des plus grands pieds, 36,5 cm, du 25 août 2009 au 24 mai 2011. Ce dernier record est maintenant détenu par Jeison Orlando Rodriguez Hernandez (pied droit 40,55 cm et pied gauche 40,47 cm).

## Vidéographie
Sultan Kösen est le sujet d'un film documentaire réalisé par Jonathan Bougard alors qu'il se produisait au sein du Magic Circus of Samoa en Nouvelle-Calédonie en 2019. En 2022, un documentaire intitulé Ruhi Çenet fait également découvrir sa vie. 